# Bataille de Bléneau
La Fronde
La bataille ou combat de Bléneau est une bataille de la Fronde qui opposa le 7 avril 1652 les armées de Louis II de Bourbon, prince de Condé, aux armées royales de Turenne à Bléneau (France). 

## Préambule
Pendant le premier trimestre 1652, Condé n'est pas arrivé à tenir l'Aquitaine face aux troupes royales menées par le comte d'Harcourt. Avisant que la Cour se dirige vers Paris, il quitte le Sud-Ouest avec quelques fidèles dont La Rochefoucauld. Le premier avril, il rejoint à Lorris les renforts levés aux Pays-Bas par le duc de Nemours et la petite troupe que Gaston d'Orléans a confié au duc de Beaufort. Les deux hommes sont beaux-frères, mais ne s'entendent pas. Condé prend alors le commandement des deux armées.

## La Bataille
L'armée royale est alors dispersée : la Cour est à Gien, Turenne est à Briare alors que le maréchal d'Hocquincourt s'est imprudemment avancé vers le village de Bléneau où il a réparti ses troupes en plusieurs quartiers. Condé bouscule les troupes du maréchal dans la nuit du 6 au 7 avril, et détruit une partie de l'armée royale alors que Hocquincourt se replie vers Auxerre. Pendant quelques heures la Cour craint d'être prisonnière dans Gien. Dans la matinée, Turenne contre-attaque avec des forces inférieures à celles de Condé, mais exploite au mieux le terrain et contient l'armée ennemie. Nemours est blessé à la hanche au cours de l'affrontement. Condé se replie alors sur Étampes rapidement assiégé par l'armée royale que Turenne a regroupée.
Les deux camps se glorifient de la victoire, mais c'est Turenne qui a fait la bonne opération car le jeune roi a failli être enlevé par les troupes condéennes. Condé quitte alors son armée et va s'enfermer à Paris le 11 avril.
Bussy-Rabutin écrit dans ses Mémoires : Pour le Maréchal de Turenne, il fit une action de grand Capitaine : car sans attendre les troupes du Maréchal d'Hocquincourt, il osa se présenter en bataille devant le Prince de Condé, qui était beaucoup plus fort que lui seul, mais qui, par la contenance du Maréchal de Turenne, crut que les deux Maréchaux étaient déjà rassemblés. La hardiesse de cette action qui n'était pourtant pas téméraire, car le Maréchal de Turenne s'était posté fort avantageusement, sauva l'État : tout était perdu s'il eût voulu se ménager davantage.
Dans Le Mémorial de Sainte-Hélène, Napoléon critique les deux généraux. Il estime que Condé qui avait l'armée la plus nombreuse aurait pu forcer la position. Quant à Turenne, il prit un trop grand risque en affrontant une armée victorieuse et supérieure en nombre.